# Chromateren
Chromateren is een chemische bewerking van een metaaloppervlak waarbij een chromaatlaag (conversielaag) ontstaat en is een vorm van passiveren. Chromateren is iets anders dan verchromen
Chromateren kan worden toegepast op verschillende metalen, waaronder aluminium, koper, magnesium, staal, tin, zilver en zink. De chromaatlaag fungeert als corrosieremmer, heeft een goede elektrische geleidbaarheid, en geeft een glimmende afwerking. Een typische laagdikte bij chromateren van aluminium gaat tot ongeveer 1 µm. 

## Onderverdeling

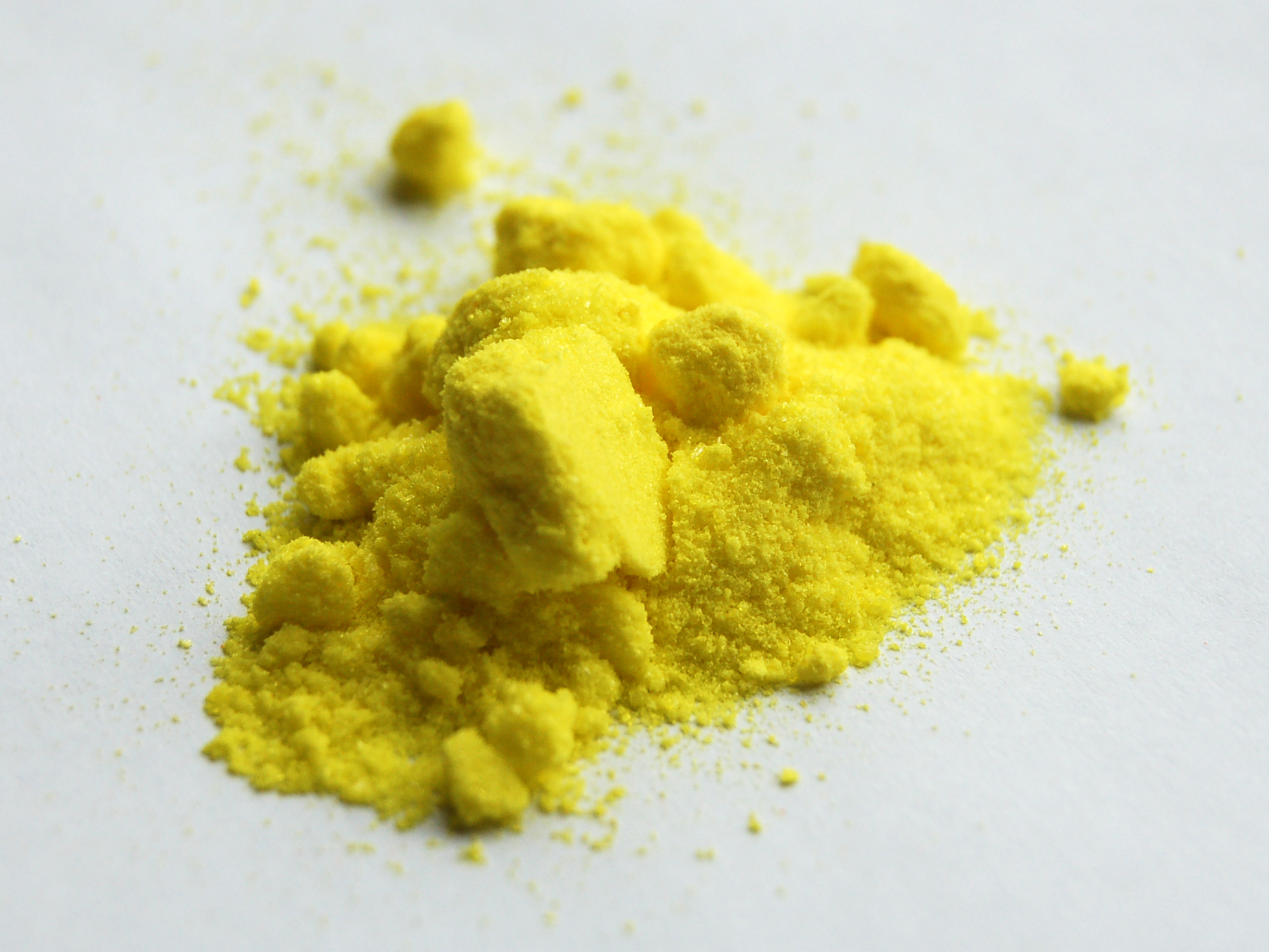
Kaliumchromaat bevat zeswaardig chroom

Het chromateren kan worden onderverdeeld in:
- Groen chromateren op aluminium ontstaat door het gebruik van het driewaardige chroom. Dit wordt vrijwel niet meer toegepast.
- Blauw chromateren ontstaat door het gebruik van het driewaardige chroom.
- Blank chromateren op verzinkt staal ontstaat door inwerking van verdund chroomzuur + salpeterzuur op de zinklaag.
- Zwart chromateren.
- Geel chromateren op aluminium ontstaat door het gebruik van het giftige zeswaardige chroom.

## Toepassingen
Toepassingen voor chromateren zijn bijvoorbeeld:
- Elektrotechnische industrie wegens de goede hechting en corrosiebestendigheid, in gevallen waarin anodiseren niet uitvoerbaar of oneconomisch is of een zo laag mogelijke contactweerstand is vereist. Door de goede elektrische geleiding werkt het als een EMC (Electromagnetic compatibility) bescherming. Voor een goede geleiding moet een blanke chromatering worden toegepast.
- Als voorbehandeling voor het lijmen, lakken of poedercoaten van aluminium.
- Als nabehandeling van Coils (rollen dunne plaat).
- Als corrosiebescherming van magnesium.
- Als passiveerlaag bij zilver.
- Als corrosiebescherming van bevestigingsmateriaal zoals schroeven, bouten en moeren

## Toxiciteit
Het zeswaardig chroom dat veel werd gebruikt bij geel chromateren is zeer giftig en ook kankerverwekkend. In juli 2006 werd het wettelijk verboden (EU-richtlijn RoHS I 2002/95/EC) om zeswaardig chroom te verwerken in elektrische apparatuur. Onder de huidige RoHS en REACH richtlijnen is het verwerken van zeswaardig chroom vrijwel volledig verboden. In plaats daarvan wordt bijvoorbeeld het minder giftige driewaardig chroom gebruikt.